# Ctenucha
Ctenucha es un género de lepidópteros perteneciente a la familia Erebidae.

## Especies seleccionadas
- Ctenucha affinis Druce, 1884
- Ctenucha aymara (Schaus, 1892)
- Ctenucha braganza (Schaus, 1892)
- Ctenucha brunnea Stretch, 1872 –
- Ctenucha circe (Cramer, [1780])
- Ctenucha clavia (Druce, 1883)
- Ctenucha cressonana Grote, 1863
- Ctenucha cyaniris Hampson, 1898
- Ctenucha devisum (Walker, 1856)
- Ctenucha editha (Walker, 1856)
- Ctenucha laura (Hampson, 1898)
- Ctenucha multifaria (Walker, 1854)
- Ctenucha neglecta (Boisduval, 1832)
- Ctenucha palmeira (Schaus, 1892)
- Ctenucha projecta Dognin
- Ctenucha rubriceps Walker, 1854
- Ctenucha rubroscapus (Ménétriés, 1857)
- Ctenucha ruficeps Walker, 1854
- Ctenucha semistria (Walker, 1854)
- Ctenucha togata (Druce, 1884)
- Ctenucha venosa Walker, 1854
- Ctenucha virginica (Esper, 1794)
- Ctenucha vittigerum (Blanchard, 1852)